# Navalmanzano
Navalmanzano ist ein Ort und eine Gemeinde (municipio) mit 1.044 Einwohnern (Stand: 2024) in der zentralspanischen Provinz Segovia in der Autonomen Region Kastilien-León.

## Lage und Klima
Navalmanzano liegt in der kastilischen Meseta in ca. 925 m Höhe ungefähr 28 Kilometer (Fahrtstrecke) nordnordwestlich der Provinzhauptstadt Segovia. Durch die Gemeinde verläuft die Autovía A-601. Das Klima ist gemäßigt bis warm; Regen (ca. 480 mm/Jahr) fällt mit Ausnahme der trockenen Sommermonate übers Jahr verteilt.

## Bevölkerungsentwicklung
| Jahr      | 1970 | 1981 | 1991 | 2001 | 2011 | 2021 |
| Einwohner | 1363 | 1185 | 1184 | 1135 | 1183 | 1048 |

## Sehenswürdigkeiten

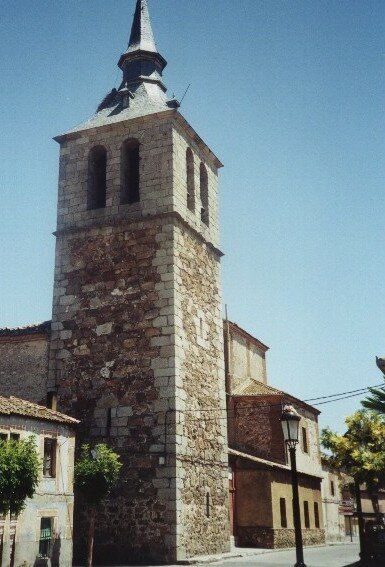
Justus-und-Pastor-Kirche
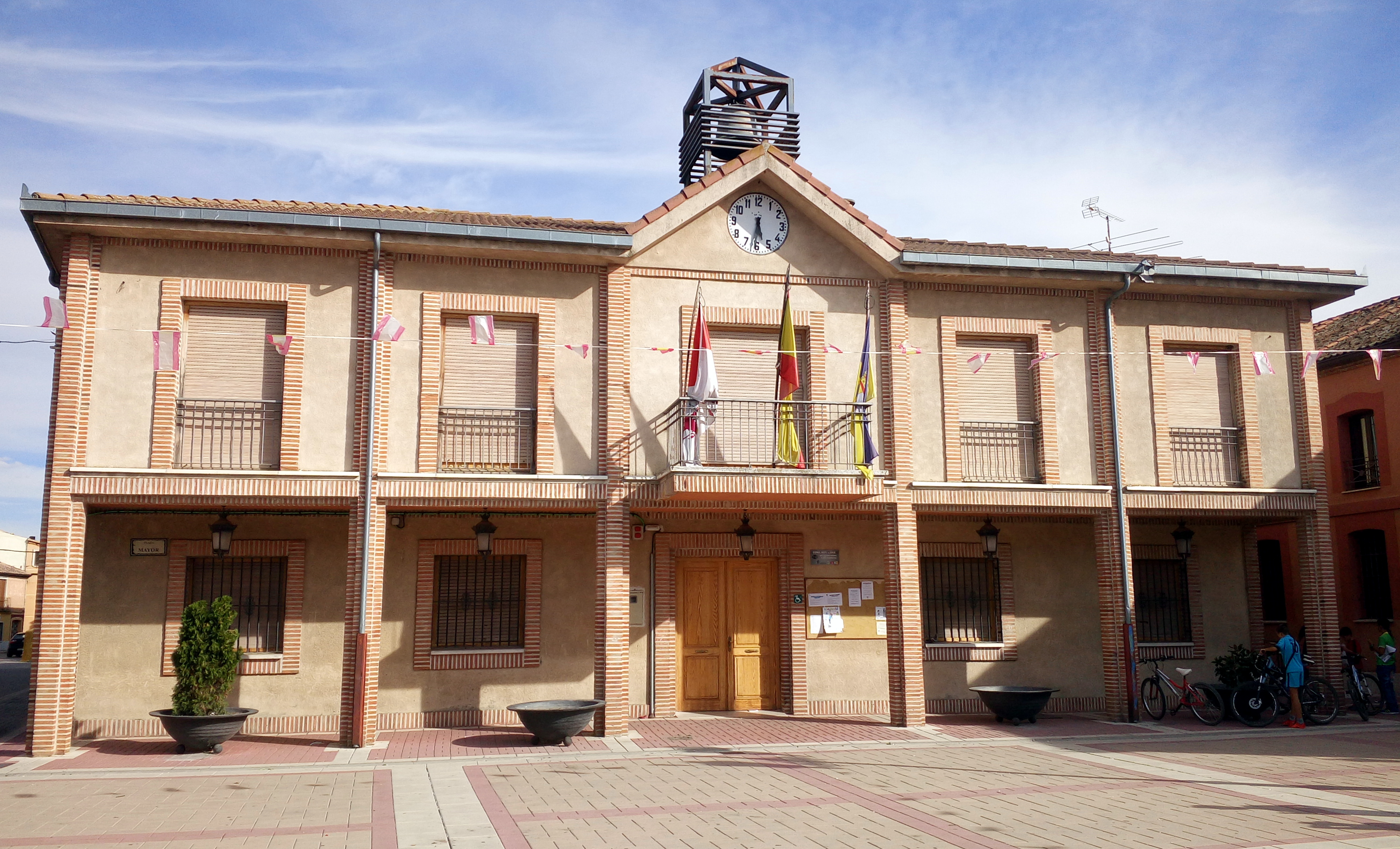
Julianenkapelle

- Justus-und-Pastor-Kirche
- Rathaus

## Persönlichkeiten
- Pánfilo de Narváez (1470–1528), Konquistador
- Hipólito Escolar (1919–2009), Bibliothekar, Direktor der Spanischen Nationalbibliothek (1975–1985)
- Luis Gutiérrez Martín (1931–2016), Bischof von Segovia (1995–2007)